# 北方蠕蛇鰻
北方蠕蛇鰻，為輻鰭魚綱鰻鱺目糯鰻亞目蛇鰻科的其中一種，分布於西北太平洋的日本青森縣海域，棲息深度可達60公尺，體長可達46公分，棲息在底層水域，屬肉食性，生活習性不明。

## 擴展閱讀
維基物種上的相關：北方蠕蛇鰻